# 山麻河
山麻河，位于中华人民共和国吉林省桦甸市东南部，是第二松花江上游右岸支流，原名“苇沙河”，“苇沙”1988年吉林省河流普查时，因与集安市境内的苇沙河重名，故按满语原意改称为山麻河。山麻河发源于桦甸市东南部夹皮沟镇五道沟屯以东的黄泥岭北麓，蜿蜒向西流经四道沟、河山屯、老牛沟村、夹皮沟镇（原老金厂镇）、清水河村、头道沟等村屯，最后于砖场汇入第二松花江。河长39.2千米，河道平均比降6.5‰，流域面积578平方千米。年均径流量1.96亿立方米。流域内黄金矿产资源丰富，建有著名的夹皮沟金矿。